# 스웨덴 사회민주노동자당
스웨덴 사회민주노동자당(스웨덴어: Sveriges Socialdemokratiska Arbetareparti, S/SAP)은 스웨덴의 사회민주주의 정당이다. 20세기 장기집권하며 오늘날 복지국가 스웨덴이 탄생하는데 많은 영향을 끼쳤다. 21세기 들어서도 득표율은 상대적으로 줄었지만 원내 1당은 꾸준히 차지하며 강세를 보이고 있다. 현재 적녹동맹이라는 선거 연합에 가입되어 있다.

## 역사

### 창당과 선거 투쟁

#### 창당 배경
스웨덴 사회민주노동자당은 1889년 창당된 스웨덴에서 가장 오래된 정당이다. 1880년대의 노동조합 창설, 팔름(August Palm)이 주도한 1882년 말뫼, 1885년 스톡홀름에서 사회주의 신문의 창간이 창당에 중요한 계기가 된다.

#### 정당의 강령
창당 초기에 독일 사민당의 영향을 많이 받아서 초기 강령은 독일 사민당의 고타 강령과 에르푸르트 강령에서 많은 내용을 가지고 왔다. 사회주의적 사회개혁을 선거를 통한 합법적인 집권을 통해 추구했다.

#### 의회진출
사민당 소속으로 최초로 1896년 알마르 브란팅이 자유당의 도움을 받아 의회에 진출하였고, 1920년에는 사민당 최초로 총리에 선출되었다. 그는 1898년 상급노조인 LO를 창립해 당과 노조간의 긴밀한 협력을 유지한다.

#### 선거 투쟁
20세기 초 정치 투쟁의 중요한 과제는 보통 선거권 쟁취 투쟁이었다. 자유당과 연합하여 이 투쟁을 전개하였으며, 1917년부터 1920년까지는 소수자로 연정을 구성하기도 한다. 1921년 보통 선거권과 여성 참정권이 확보되면서 둘의 공동 투쟁은 끝나게 된다. 1차 세계 대전 중에 개혁적 지도부와 급진 좌파간의 당내 분쟁으로 급진 좌파가 출당조치되게 된다. 급진좌파들은 사회민주좌파당을 창당하고, 1921년에는 스웨덴 공산당으로 명칭을 변경하는데, 이는 오늘날의 좌파당의 전신이다.

### 1차 대전 종전과 2차 대전 (1920-1945)

#### 당내 급진화
1921년의 선거권확대로 과반수를 확보하지는 못하지만 1당이 된다. 1920년에서 26년까지 두번의 짧은 예외를 제외하고 집권을 유지하지만 약한 소수정권을 구성한다. 동시에 당 내에서는 급진화가 일어나고 생산수단의 사회화/국유화의 주장이 높아진다.

#### 민중의 집
경제위기와 대량실업, 파시즘의 압력으로 사회화/국유화 정책은 유보하게 된다. 1932년 선거 후 농민당의 지지로 한손(Per Albin Hansson, 1932-1946 총리)을 수반으로 하는 소수정부를 구성하지만 그 정부는 위기정책을 주로 다루게 된다. 1936년에는 양 정당간에 연정에서의 협력은 더 깊어졌다. 의회의 안정적인 지지에 힘입어 적극적으로 사회정책을 도입할 수 있었고, 복지프로그램인 "민중의 집"을 수립하고 확대할 수 있었다. 2차대전의 발발로 복지프로그램의 실행은 제약을 받게 된다. 그리고 전시 정치, 경제문제 해결을 위해 3개의 주요 정당이 참여하는 거국정부가 구성된다.

### 전후 (1945년이후)

#### 사회복지모델의 실천
전후 거국정부가 붕괴된 이후 SAP와 우파 블록간의 갈등이 심화된다. 1948년 선거에서 타게 에를란데르(Tage Erlander)가 소수정부를 구성할 수 있을 정도 득표하게 된다. 사민당의 장기 집권을 통해 완전고용정책과 2차 대전전에 준비된 복지국가의 실현이 가능하게 했다. 1968년에는 전후 최고 득표치를 기록해서 50%이상을 득표하기에 이른다. 1971년의 개헌과 1971년 오일쇼크후에 경제문제, 핵발전소 논쟁을 거치면서 1976년 정권에서 물러나게 된다.

#### 칼손 총리
6년간의 야당을 거친 후 1982년 SAP는 재집권하게 된다. 팔메 총리가 1986년 암살당하면서 당은 충격에 휩싸인다. 후임으로 총리가 된 칼손(Ingvar Carlsson)은 1990년 30년 만의 최대 경제위기에 직면해서 물가, 임금동결, 파업금지 등을 제안하게 되는 상황에 직면한다. 1년후에 실시되는 총선에서 SAP는 대패하고 우파블록에게 정권을 넘겨주게 된다.

#### 유럽연합 가입 문제
1994년 선거이후에 다시 SAP는 소수정부를 구성한다. 같은해 당지도부가 주로 찬성한 유럽연합 가입을 결정한다. 유럽연합 가입문제로 당이 분열되었었지만 가입 결정 후 그 문제에 대한 논쟁은 거의 이루어지지 않았다. 유로화 도입과 관련해서 2000년 당대회에서 국민투표에 회부하기로 제안되었고 2003년 국민 투표가 이루어졌다. 이 과정에서 당원 사이에서 강한 반 유럽 정서가 드러났다.(유로화 도입은 부결됨)

#### 야당
2006년에 실시된 총선에서는 1914년이래 최저 득표를 기록한다. 그 결과 그 때까지 녹색당과 좌파당의 용인하의 소수정부구성이 불가능하게 되어 12년 만에 SAP는 야당이 되었다. 선거패배의 원인으로는 유럽국가 중 가장 많은 희생자를 낸 2004년 12월의 쓰나미 대재앙을 신속하게 대처하지 못한 점과 총리 후보인 페르손의 개인적 인기가 야당후보에 비해 낮았던 점이 지적된다. 페르손은 선거 직후 2007년 3월에 있을 당대회에서 더 이상 당대표후보로 출마하지 않을 것이라 밝혔다.

## 역대 총선거 결과
사민당은 1920-30년대부터 1980년대까지 과반수득표는 못하지만 40%이상으로 득표를 하면서 의사 지배정당의 지위를 유지해왔다. 1990년대 들어서면서 최대 정당의 지위는 유지하고 있지만 30~40%대의 득표율을 보이고 있다. 특히 2018년 선거에서는 28.26% 득표를 보이면서 1914년 이래 최저 득표율을 기록했다.

### 스웨덴의회 선거
| 연도          | 득표수    | 득표율    | 의석 수   | 의석 수 변동 | 집권 여부 | 비고  |       |
| ------------- | --------- | --------- | --------- | ------------ | --------- | ----- | ----- |
| 1902년        | 6,321     | 3.5 (#3)  | 4 / 230   | 3            | 집권 여부 | 야당  | [ 2 ] |
| 1905년        | 20,677    | 9.5 (#3)  | 13 / 230  | 9            | 야당      | [ 2 ] |       |
| 1908년        | 45,155    | 14.6 (#3) | 34 / 230  | 21           | 야당      | [ 2 ] |       |
| 1911년        | 172,196   | 28,5 (#3) | 64 / 230  | 30           | 야당      | [ 2 ] |       |
| 1914년 (봄)   | 228,712   | 30,1 (#3) | 73 / 230  | 9            | 야당      | [ 2 ] |       |
| 1914년 (가을) | 266,133   | 36,4 (#2) | 87 / 230  | 14           | 야당      | [ 2 ] |       |
| 1917년        | 228,777   | 39,2 (#1) | 87 / 230  | 1            | 야당      | [ 2 ] |       |
| 1920년        | 195,121   | 36,1 (#1) | 75 / 230  | 11           | 여당      | [ 2 ] |       |
| 1921년        | 630,855   | 36,2 (#1) | 93 / 230  | 18           | 여당      | [ 2 ] |       |
| 1924년        | 725,407   | 41,1 (#1) | 104 / 230 | 11           | 여당      | [ 2 ] |       |
| 1928년        | 873,931   | 37,0 (#1) | 90 / 230  | 14           | 야당      | [ 2 ] |       |
| 1932년        | 1,040,689 | 41,7 (#1) | 104 / 230 | 14           | 여당      | [ 2 ] |       |
| 1936년        | 1,338,120 | 45.9 (#1) | 112 / 230 | 9            | 여당      | [ 2 ] |       |
| 1940년        | 1,546,804 | 53.8 (#1) | 134 / 230 | 22           | 여당      | [ 2 ] |       |
| 1944년        | 1,436,571 | 46.6 (#1) | 115 / 230 | 19           | 여당      | [ 2 ] |       |
| 1948년        | 1,789,459 | 46.1 (#1) | 112 / 230 | 3            | 여당      | [ 2 ] |       |
| 1952년        | 1,729,463 | 46.1 (#1) | 110 / 230 | 2            | 여당      | [ 2 ] |       |
| 1956년        | 1,729,463 | 44.6 (#1) | 106 / 231 | 4            | 여당      | [ 2 ] |       |
| 1958년        | 1,776,667 | 46.2 (#1) | 111 / 231 | 5            | 여당      | [ 2 ] |       |
| 1960년        | 2,033,016 | 47.8 (#1) | 114 / 232 | 3            | 여당      | [ 2 ] |       |
| 1964년        | 2,006,923 | 47.3 (#1) | 113 / 233 | 1            | 여당      | [ 2 ] |       |
| 1968년        | 2,420,242 | 50.1 (#1) | 125 / 233 | 12           | 여당      | [ 2 ] |       |
| 1970년        | 2,256,369 | 45.3 (#1) | 163 / 350 | 38           | 여당      | [ 2 ] |       |
| 1973년        | 2,247,727 | 43.6 (#1) | 156 / 350 | 7            | 여당      | [ 2 ] |       |
| 1976년        | 2,324,603 | 42.7 (#1) | 152 / 349 | 4            | 야당      | [ 2 ] |       |
| 1979년        | 2,356,234 | 43.2 (#1) | 154 / 349 | 2            | 야당      | [ 2 ] |       |
| 1982년        | 2,533,250 | 45.6 (#1) | 166 / 349 | 12           | 여당      | [ 2 ] |       |
| 1985년        | 2,487,551 | 44.7 (#1) | 159 / 349 | 7            | 여당      | [ 2 ] |       |
| 1988년        | 2,321,826 | 43.2 (#1) | 156 / 349 | 3            | 여당      | [ 2 ] |       |
| 1991년        | 2,062,761 | 37.7 (#1) | 138 / 349 | 18           | 야당      | [ 2 ] |       |
| 1994년        | 2,513,905 | 45.3 (#1) | 161 / 349 | 23           | 여당      | [ 2 ] |       |
| 1998년        | 1,914,426 | 36.4 (#1) | 131 / 349 | 30           | 여당      | [ 2 ] |       |
| 2002년        | 2,113,560 | 39.9 (#1) | 144 / 349 | 13           | 여당      | [ 2 ] |       |
| 2006년        | 1,942,625 | 35.0 (#1) | 130 / 349 | 14           | 야당      | [ 2 ] |       |
| 2010년        | 1,827,497 | 30.7 (#1) | 112 / 349 | 18           | 야당      | [ 2 ] |       |
| 2014년        | 1,932,711 | 31.0 (#1) | 113 / 349 | 1            | 여당      | [ 2 ] |       |
| 2018년        | 1,774,510 | 28.4 (#1) | 100 / 349 | 13           | 여당      | [ 2 ] |       |

### 유럽의회 선거
| 연도   | 득표수  | 득표율    | 의석 수           | 의석 수 변동 | 비고  |
| ------ | ------- | --------- | ----------------- | ------------ | ----- |
| 1995년 | 752,817 | 28.1 (#1) | 7 / 22            |              |       |
| 1999년 | 657,497 | 26.0 (#1) | 6 / 22            | 1            | [ 3 ] |
| 2004년 | 616,963 | 24.6 (#1) | 5 / 19            | 1            | [ 4 ] |
| 2009년 | 773,513 | 24.4 (#1) | - 5 / 18 - 6 / 20 | - 0 - 1      | [ 5 ] |
| 2014년 | 899,074 | 24.2 (#1) | 5 / 20            | 1            |       |
| 2019년 | 974,589 | 23.5 (#1) | 5 / 20            | 0            |       |

## 당 조직

### 당원수
SAP 당원수는 유럽사민당이 대중정당으로서 황금기를 누리던 1950-70년대 급격히 증가해 1974년 100만을 돌파하고
1983년 123만명으로 정점을 이루었다. 이후 조금씩 감소하기 시작했으며, 1991년 노조 회비를 내는 노조원은 자동으로 SAP당원이 되는 집단당원제를
폐지하면서 25만으로 급격히 줄어들었다. 2010년대 기준으론 10만명 정도의 당원을 유지하고 있다.

## 당수
- 1900–01 Carl Gustaf Wickman
- 1901–07 Claes Tholin
- 1907–25 얄마르 브란팅 (Hjalmar Branting), 1920, 1921-23, 1924-25 총리 역임
- 1925–46 페르 알빈 한손 (Per Albin Hansson), 1932-36,1936-46 총리역임
- 1946–69 타게 엘란데르 (Tage Erlander), 1946-1969 총리역임
- 1969–86 올로프 팔메 (Olof Palme), 1969-76 ,1982-86 총리역임
- 1986–96 잉바르 칼손 (Ingvar Carlsson), 1986-91, 1994-96 총리역임
- 1996–06 예란 페르손 (Göran Persson), 1996-2006 총리역임
- 2006-11 모나 살린 (Mona Sahlin), 첫 여성 당대표
- 2011-12 호칸 유홀트 (Håkan Juholt)
- 2012- 스테판 로벤 (Stefan Löfven), 2014-현재 총리

## 같이 보기
- 아르베타르나스 빌드닝스푀르분드
- 스웨덴의 정당
- 스웨덴의 정치
- 스웨덴의 총리
- 스웨덴의 복지